# Коваль (гміна)
Гміна Коваль (пол. Gmina Kowal) — сільська гміна у північній Польщі. Належить до Влоцлавського повіту Куявсько-Поморського воєводства.
Станом на 31 грудня 2011 у гміні проживало 4015 осіб.

## Площа
Згідно з даними за 2007 рік площа гміни становила 114.75 км², у тому числі:
- орні землі: 67.00%
- ліси: 22.00%

Таким чином, площа гміни становить 7.79% площі повіту.

## Населення
Станом на 31 грудня 2011:
| Опис     | Загалом | Загалом | Чоловіки | Чоловіки | Жінки | Жінки |
| -------- | ------- | ------- | -------- | -------- | ----- | ----- |
| одиниця  | осіб    | %       | осіб     | %        | осіб  | %     |
| все      | 4015    | 100     | 2059     | 51.28    | 1956  | 48.72 |
| міське   | 0       | 100     | 0        |          | 0     |       |
| сільське | 4015    | 100     | 2059     | 51.28    | 1956  | 48.72 |

## Сусідні гміни
Гміна Коваль межує з такими гмінами: Барухово, Хоцень, Коваль, Любень-Куявський, Влоцлавек.